# Группа (классификация товаров)
Группа — понятие классификации ассортимента товаров, объединяющее товары по широкому признаку использования или производства (например, верхняя одежда — «одежда для улицы», молочные продукты — «продукты питания из молока»). Группа подразделяется на категории, например алкогольные напитки могут разделяться на вино, пиво и т. д.
Разбиение на группы обычно используется для статистического учёта и таможенных целей. К числу популярных классификаторов относятся Гармонизированная система описания и кодирования товаров и её эквивалент в ЕАЭС, Товарная номенклатура внешнеэкономической деятельности Евразийского экономического союза.